# صندوق الدنيا (مجلة)
مجلة صندوق الدنيا هي مجلة مصرية شهرية تصدر عن مجلة "الشباب وعلوم المستقبل" بالتعاون مع الجمعية المصرية لنشر المعرفة والثقافة العالمية عن مؤسسة الأهرام. صدر العدد الأول من المجلة في مارس، 1977م مع صدور مجلة «الشباب وعلوم المستقبل» وعقب توقف مجلة «الطليعة». على ترويسة الصفحة الثالثة من المجلة إشارة إلى أنها مجلة تربوية شهرية تصدر عن الجمعية المصرية وعنوانها 1081 كورنيش النيل، جاردن سيتي.
توجه المجلة إلى الأطفال من سن 7 إلى 17 سنة وليس هناك أبواب ثابتة. تعتمد المجلة على قصص الكرتون بنسبة قليلة، فهناك 5 صفحات من بين 20 صفحة بعضها ملون ذات قطع 20×27 سم، هناك باب لهواة المراسلة.
تنشر المجلة صور القراء ومساهماتهم من عدد لآخر، وليس هناك شعار للمجلة، كما أن المجلة لا تعتمد على الإعلانات رغم أن مؤسسة الأهرام تُساهم في إصدارها، وليس على الغلاف إشارة إلى مواد العدد، وسعر العدد عشرون قرشاً.

## فريق العمل
- رئيس مجلس الإدارة: محمود محفوظ
- رئيس التحرير: محمد رضوان

### الرسامون
- نجيب فرح: يرسم الأغلفة وصفحات الأصدقاء
- عبد الله
- إيهاب وصفي